# Stadhouderskade 160
Het pand Stadhouderskade 160 is het laatste gebouw aan de Stadhouderskade in De Pijp te Amsterdam-Zuid. Het staat op de hoek met de Amsteldijk, maar is uitsluitend toegankelijk via de ingang aan de Stadhouderskade. Men had kennelijk wel rekening gehouden met een toegang aan de Amsteldijk, want de nummering daarvan begint in 2015 pas bij huisnummer 6.
Het gebouw is ontworpen architect J.G. Wesselink en opgetrokken in de neorenaissancestijl van de 19e eeuw. Het pand, dat meestentijds diende tot woonhuis/kantoren is bekend vanwege haar sgraffitokunst aan de gevel aan de Amstelkade. Het pand valt door de lichte kleur (het pand op nummer 159 heeft een donkerbruine kleur) en de (relatief) vele versieringen op. Opvallend aan het huis is dat alleen een balkon is geplaatst op de tweede etage en dan alleen op de hoekpunt.
In het gebouw is in 2015 de Stichting tot Behoud van Monumenten Laurentius en Petronella van makelaar Jos van de Mortel gevestigd, dat uitsluitend in monumentale gebouwen belegt. Ook andere kantoren vonden er onderdak. Er is voorts een dansschool gevestigd.
Het gebouw kijkt uit op het talud voor de Torontobrug.
Oost ·
160 ·
158 ·
157 ·
156 ·
155 ·
151-154 ·
149-150 ·
145-146 ·
142-144 ·
140-141 ·
137-139 ·
135-136 ·
130-134 ·
129 ·
128 ·
125-127 ·
123-124 ·
116-122 ·
115 ·
110-113 ·
100-101 ·
97 ·
95-96 ·
93-94 ·
92 ·
91 ·
89-90 ·
87-88 ·
86 ·
85 ·
84 ·
82-83 ·
78-79 ·
77 ·
Heineken Brouwerij ·
74 ·
72-73 ·
69-70 ·
68 ·
67 ·
65-66 ·
64 ·
62-63 ·
60-60a ·
58-59 ·
56-57 ·
Willemshuis ·
Van Nispenhuis ·
Kapel van Sint Josephs Gezellen-Vereeniging ·
54 ·
52-53 ·
47-49 ·
Carel Willinkplantsoen ·
Polderhuis ·
Ruysdaelkade 2-4 ·
Judith Leysterbrug ·
42 (Rijksmuseum) ·
40-41 ·
31-35 ·
30 ·
29 ·
Park Centraal Amsterdam ·
Stedemaagd (Vondelpark) ·
Byzantium ·
Koepelkerk ·
12 (Marriott) ·
Persilhuis ·
7 ·
5 ·
3 ·
1 ·
West